# スザンヌ・ファレル
スザンヌ・ファレル（Suzanne Farrell、1945年8月16日 - ）は、アメリカ合衆国のバレエダンサー・バレエ指導者である。故郷のシンシナティでバレエを始め、後にスクール・オヴ・アメリカン・バレエ(SAB)で学んだ。1961年に16歳でニューヨーク・シティ・バレエ団（NYCB）に入団し、1965年に同バレエ団のプリンシパルに昇進した。
美貌と音楽性、表現力に加えて技術的・身体的なリスクを恐れない大胆さが彼女の美質であり、振付家ジョージ・バランシンの創作意欲をかきたて、彼の「ミューズ」となった。バランシンはファレルのために『ドン・キホーテ』、『ジュエルズ』(終章『ダイヤモンド』)など数多くの作品を振り付けた。
バランシンは41歳年下の彼女に結婚を迫るなどの独占欲を見せたため、1969年に同僚のダンサー、ポール・メヒアと結婚してバランシンの元を離れ、モーリス・ベジャールが率いる二十世紀バレエ団 (en) に入団した。二十世紀バレエ団では、『ソナタ』（1970年）、『ニジンスキー 神の道化』（1971年）などの初演者となった。
1975年にはNYCBに復帰し、ピーター・マーティンス (en) とのパートナーシップを築き上げて称賛を受けた。1989年に現役を退き、以後はキーロフ・バレエ団（現在のマリインスキー・バレエ）やボリショイ・バレエ団などでバランシン作品の指導にあたった。2000年に自身のバレエ団（スザンヌ・ファレル・バレエ団 (en) ）を結成し、2017年の解散まで芸術監督を務めた。

## 経歴

### 幼少年期
本名をロバータ（ロベルタ）・スー・フィッカー（Roberta Sue Ficker）といい、オハイオ州シンシナティで生まれた。生来のスポーツ好きで木登りやボール遊びを楽しみ、周囲からは「トンボイ（tomboy,おてんば）と評されていた。
ファレルには姉が2人いて、1人はピアノ、もう1人はバレエを習っていた。母親は姉たちのレッスンの送迎に幼い彼女を連れて行かざるを得なかった。じっとしていない彼女に、バレエ教師がレッスンの受講を勧めた。最初はバレエ以外にアクロバットやタップダンスのレッスンも受けていて、そちらの方が好みに合っていた。その理由は、幼い彼女にとってバレエの「取り澄ました感じ」が合わなかったということであった。
バレエを好きになったのは、12歳のときに発表会で初めてチュチュを着たときであった。当時はバレエを学ぶ男の子が少なかったため、幼少時から背が高かったファレルは常に男の子の役をやっていた。この発表会はシンシナティの子供たちを対象とする教育プログラムだった。発表会の直前に無人の舞台に歩みこんだ彼女は、突如としてこの舞台で踊り、そして演じてきた人々の魂をその身で感じ取った。その経験から「ここが私の生きる場所」というインスピレーションを得た。
その日からバレエダンサーがファレルの目標となった。そして図書館に通ってはバレエの本を借りて読みふけっていた。その中にはジョージ・バランシンがダンサーを指導する写真があり、彼女は「こういうダンサーになりたい」と思った。その時期の遊びは、友人と踊りながらも椅子に倒れこんでみせるなど、バランシンのバレエで男性プリンシパルにサポートされるバレリーナになりきるというものであった。
チャンスは、1960年に訪れた。この年、ナショナル・バレエ・オヴ・カナダのオーディションを受けたものの、そのときは不合格であった。不合格の知らせにファレルは落ち込み、もう踊れないかもとまで思いつめたというが、その代わりにより大きなチャンスが訪れた。
同年、スクール・オヴ・アメリカン・バレエ(SAB)がシンシナティでフォード財団奨学生の審査会を開催した。このとき審査を務めたのは、ニューヨーク・シティ・バレエ団(NYCB)のダンサー、ダイアナ・アダムズ（en:Diana Adams）であった。この回も奨学生に選ばれなかったものの、ファレルの母親が娘たちとともにニューヨークに転居する意思があると知ったアダムズは、SABまで直接連絡を取るようにと勧めた。
母親は娘たちとともにニューヨークに引っ越した。最初に住んだのは暖房のないワンルームで、しかもトイレは壊れていた。母娘は通りを挟んで向かい側にあるアウトマートのトイレを使用し、たいていの食事もそこで間に合わせていた。
同年8月16日、ファレルは15歳の誕生日当日にSABのオーディションを受けた。練習用の部屋に入ったところ、彼女が驚いたことに、そこにはバランシン本人がいた。彼は踊りを無言で見続け、居心地の悪さを感じた彼女は自ら伴奏を歌いながら踊った。踊りが終わると、バランシンは彼女のシューズを脱がせてその足を手に取った。幼少時に馬に足を蹴られた経験があったため、彼女の片足の裏はきちんとしたアーチを形成できていなかった。バランシンはその足を反対方向に曲げたりそらしたりして、足の強さや成長の見込みを確かめた。
やがてバランシンは「いいだろう。そこまで。ありがとう。さようなら」とファレルと付き添いの母親に言い残して部屋を出て行った。翌日彼女のもとに合格通知が届いた。

### 「スザンヌ・ファレル」の誕生
フォード財団からスカラシップを受けて1年間SABに通ったのち、1961年に当時16歳のファレルはNYCBに入団した。彼女はNYCBとの契約書にサインするとき、「スー」を「スザンヌ」と書き、ラストネームはニューヨーク市の電話帳で見つけた「甘美な響き」を持つ「ファレル」とした。これは今後の成長を期するとともに、新しい自分に生まれ変わる心の準備という意味があった。
ファレルの入団はバランシンの意向を受けたもので、入団後まもなく主役級の役柄を数多く踊ることになった。彼女の入団当時、バランシンは毎日NYCBでのクラスレッスンを担当していた。そのころのNYCBには70人くらいのダンサーが在籍していたが、クラスレッスンに出席するのはせいぜい20人程度であった。その理由は、動きが速すぎる上にアンシェヌマンが複雑すぎるということであった。
ファレル自身によれば、バランシンのクラスレッスンは単に朝方のダンサーたちの体を目覚めさせる場ではなく、いろいろのことを試す場であった。それはダンサーの資質を確認し、そこに振付の可能性を見い出すことや、彼自身の振付スタイルを発展させ確立することなどであった。このクラスレッスンへの出席は義務ではなかったが、ファレルは欠かすことなく参加していた。そこには常に新たな試みがあり、クラスレッスンで生み出された動きが実際の作品に反映されることもよくあった。
ダンサーたちに難しい動きを要求するとき、バランシンはしばしば「大丈夫、できるよ」と言っていた。ファレルを始めとするダンサーたちは、その言葉を信じて挑戦を続けていった。それはファレル自身によると「創造性に満ちた時間」であり、素晴らしい作品への青写真のようなものであった。
1963年の春、大きなチャンスが巡ってきた。ダイアナ・アダムズが妊娠のため、医師の指示で舞台を降板することになった。それは新作初演のわずか2週間前のことであり、アダムズを大いに気に入っていたバランシンは、この事実に打ちのめされて自宅に閉じこもり、電話にさえ出なかった。そこでアダムズと組んで新作を踊ることになっていたジャック・ダンボワーズ (en) は、ファレルをアダムズが住むアパートまで連れて行った。ダンボワーズは振付をすべて記憶していたが、肝心の音楽の録音が済んでいなかった。振り移しはアダムズがソファに横たわった体勢のままで手で動きを教示し、ファレルがその指示に従って踊った。
ファレルがバランシンの前で新作を踊ったところ、彼の眉が動いて態度が変わったのに気づいた。一緒に踊ったダンボワーズも、バランシンが彼女の踊りに魅了されたことを見て取った。
新作の初演が2日前に迫ったとき、ファレルは大切なリハーサルでミスを犯した。このリハーサルにはイーゴリ・ストラヴィンスキーとリンカーン・カースティン、さらにドイツの映画撮影クルーも立ち会っていた。ファレルはバランシンに「まだできません」と訴えたものの、バランシンは「私に判断させてくれ」と答えた。ファレル自身の言では、この短いやりとりが転機となって「自分を批判する」という重荷から解放されたという。判断はバランシンに任せ、彼女は彼の望むことを最大限に努力して踊るという深い信頼関係が生じた。
リハーサルに同席していたストラヴィンスキーは、新しいバレリーナについてバランシンに質問した。その答えは「スザンヌ・ファレル。たった今、生まれたばかりだ」というものであった。

### バランシンの「ミューズ」

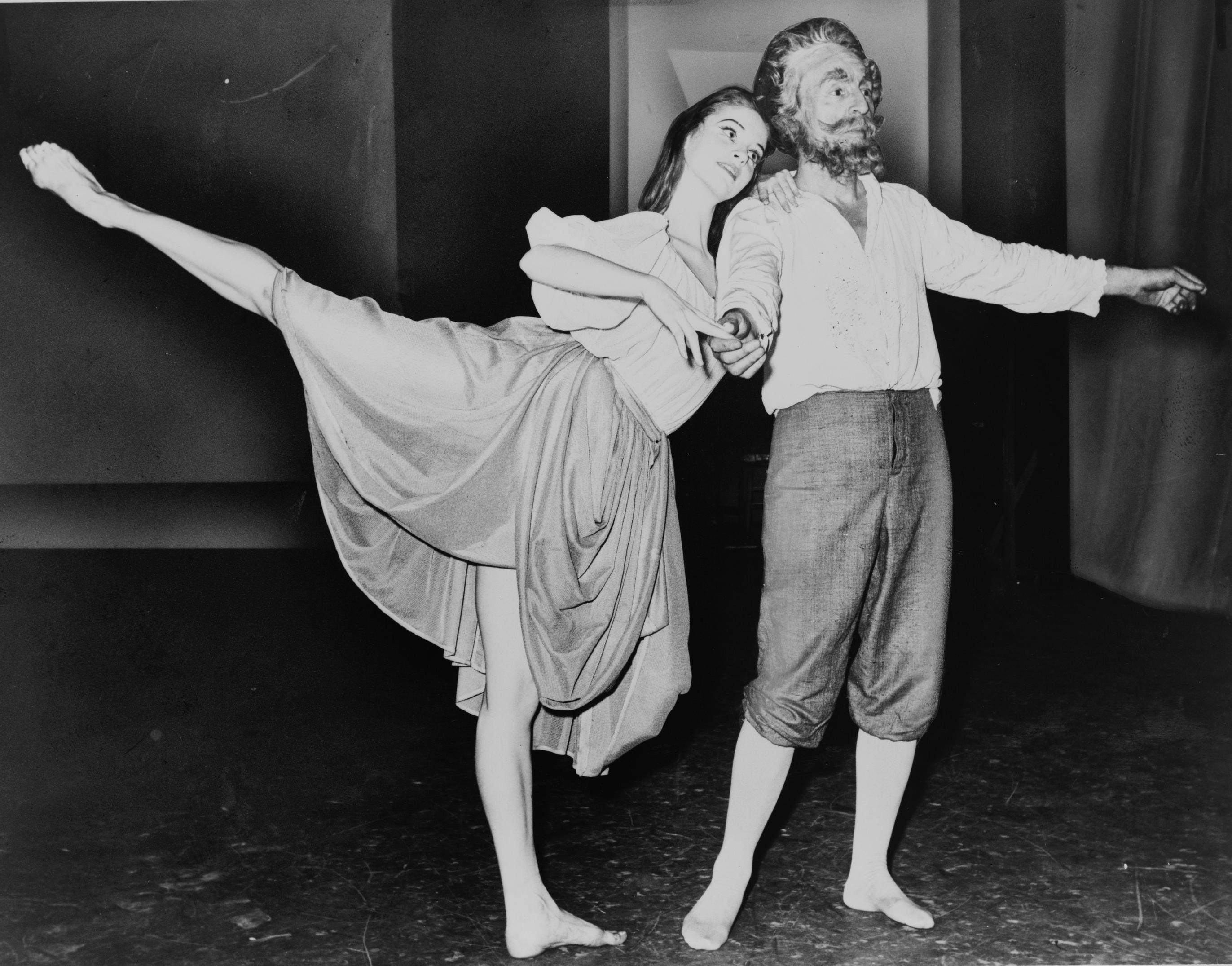
『ドン・キホーテ』を踊るファレルとバランシン、1965年。

バランシンはこの才能ある若いダンサーにのめりこんでいった。ファレルは1964年から14か月の間に15回主役を踊っていた。それだけではなく、NYCBはファレルを中心として編成されるバレエ団に変じた。作品でファレルの踊る部分が仕上がると、作品全体の指導を後回しにしてバランシンは2人で食事に出かけていた。他の女性ダンサーがNYCBを辞めていっても、バランシンは気にかけず、ひたすらファレルだけを見つめていた。1965年、ファレルはNYCBのプリンシパルに昇進した。
この時期にバランシンがファレルをオリジナルキャストとして振り付けた主な作品には、『メディテーション』、『ピアノとオーケストラのためのムーヴメンツ』（ともに1963年）、『クラリナード』（1964年）、『ドン・キホーテ』（1965年）、『ヴァリエーションズ』（1966年）、『ジュエルズ』から『ダイヤモンド』（1967年）などがある。このうち『ドン・キホーテ』はマリウス・プティパの同名作品とは無関係で、ロシア出身の作曲家ニコラス・ナボコフの音楽による。バランシンは理想の女性ドルシネア＝ファレルに愛を求めるタイトル・ロールを自ら演じている。この作品はバランシンからファレルへの愛の告白でもあった。
当時バランシンは、1952年に結婚した元NYCBのプリマ・バレリーナであるタナキル・ルクレアと結婚生活を送っていた。ルクレアはバランシンより25歳年下で、およそ10年ほどの間に25作以上のバランシン作品のオリジナル・キャストを務め、彼の「ミューズ」であった。ルクレアはダンサーとして絶頂期にあった1956年にポリオを発病して下半身不随となり、短いキャリアを終えた。バランシンにとって踊ることができない妻は「ミューズ」たり得ることはできなかった。
ファレルはバランシンとの仕事と私生活の境界線がぼやけ始め、問題を起こしていることに気づいた。その問題とは、彼女自身もバランシンに恋愛感情を持つようになったことであった。しかしファレルはカトリック教徒であり、妻帯者との結婚など考えられないことであった。
ファレルは「自分たちの愛は仕事のため」と自らに言い聞かせ、そのことに安らぎを得た。しかし、バランシンは彼女に夢中になっていて、私生活に至るまで支配を試みた。彼のファレルに対する思いは執着じみたものとなり、40歳年下の彼女に結婚を迫るまでになった。この結婚にはファレルの母も賛成していて、「バランシンと結婚しないなら一生独身でいなさい」とまで言い放っていた。
1967年の秋、シカゴ・サンタイムズ紙がバランシンとファレルが近々結婚すると報じた。ファレルの推測によれば、これはバランシンの差し金であった。彼女はバランシンと少し距離を置くべきと考えたが、それは困難なことであった。ファレルがバランシンから遠ざかると、バランシンはさらに彼女を追いかけた。「毎晩、食事を一緒に取るのはやめましょう」と申し出たところ、バランシンはみるみるうちにやせ細った。そのためNYCBのスタッフからは、バランシンに寄り添って励ますことを強く勧められた。さらに男性ダンサーの1人からは、そんなに悪い話ではないとして「彼と寝ればいいだけじゃないか」とさえ言われていた。
ファレル自身には、バランシンの妻たちのリストに加わる意思などなかった。ニューズウィーク誌に「バランシンの寵愛を受ける若いバレリーナの『トップというだけではなく最後の1人』」と評されたときは立腹したという。
実際には、ファレルもバランシンとの結婚を考えたことがあった。ただし、結婚という手段は2人の関係を終焉に追いやりかねない側面があった。バランシンとファレルは振付家とダンサーとして肉体的な密接を伴い、そこには欲情も付随していた。しかしファレル自身の言によれば、2人はセックスをしたことはなかった。
バランシンにとって、女性ダンサーは芸術的霊感を与えてくれる「ミューズ」であった。ファレル以前の「ミューズ」たちは、バランシンに芸術的霊感を与えつつも表面には出てこない日陰の存在だった。ファレルはバランシンに敬意を持ちつつも、むしろ自分の存在を知らしめ、さらに「真の共同作業者」として認められたいと願っていた。
ファレルが選んだ道は、バランシンの傍に居続けるために敢えて彼から遠ざかるというものであった。彼女を精神的に支えたのは、NYCBの同僚ダンサーで2歳年下のポール・メヒアであった。当初は友達付き合い程度の間柄だったが、やがてメヒアはファレルに愛を告白した。このことはファレルの立場を危うくするものであった。メヒアの求愛を拒めばバランシンに屈することになり、逆にその愛を受け入れればバランシンを激怒させる恐れがあった。
板挟み状態となったファレルは、自殺まで考えるほどに追い詰められていた。それでも、彼女にとってバランシンに屈するのは耐えがたいことであった。ファレルとメヒアが親密の度を増すにつれて、バランシンの態度は硬化していった。ファレルの母親も、バランシンの求愛に応じない娘に立腹し、口を利かなくなった。ファレルは1人暮らしを開始し、メヒアは孤独な彼女に寄り添い続けたバランシンとルクレアの離婚は1969年に成立した。その2週間後、ファレルはメヒアからの求婚を承諾した。

### バランシンとの破局、そしてベジャールからの誘い
ファレルはメヒアとの結婚後も、バランシンの傍らにいて作品の共同制作者であり続けたいと思っていた。彼女の思いに反して、バランシンはファレルに捨てられたようにふるまい、冷淡な態度を取り続けた。彼女がNYCB退団を申し出たところ、バランシンは「その必要はない」と言い、ついで「でも、ポールは辞めるだろう」と続けた。
1969年5月8日、NYCBは『シンフォニー・イン・C』を上演した。男性キャストの1人が舞台の直前に降板した。メヒアが何度も踊っていたその役は、バランシンの指示によって知名度の低いダンサーが踊ることになった。
ファレルは、メヒアに出演機会を与えなければともにNYCBを辞めると申し出た。その夜，楽屋で舞台化粧を始めていた彼女のもとにNYCB衣装監督のソフィー・ポワメルが訪れた。彼女は泣きながら「スザンヌ、今夜、あなたは踊らないのよ」と告げた。
NYCBを離れたファレルは放心状態に陥った。彼女はNYCB以外の世界を知らず、しかもバランシン独自のスタイルになじみ過ぎていたために他のバレエ団で活動できるかという危惧があった。
彼女とメヒアは安い練習場を借り、地元の高校でメヒアの振付作品を踊るなどして日々を過ごした。やがて、ベルギーで二十世紀バレエ団の芸術監督を務めるモーリス・ベジャールから、2人でバレエ団に加入しないかとの誘いを受けた。2人はその誘いに応じ、1970年に二十世紀バレエ団に加入した。
二十世紀バレエ団で過ごした4年間は、ファレルに喜びをもたらすものとなった。未知の環境の中でも自分のアイデンティティを再確認し、順応していった。彼女自身は「バランシンのダンサー」という意識を持ち続け、自立した1人のダンサーとしてベジャールと対峙することができた。メヒアは彼女をのびのびと過ごさせ、私生活でも充実していた。
二十世紀バレエ団では、『ソナタ』（1970年）、『ニジンスキー 神の道化』（1971年）などの初演者となった。ベジャールにとっても、音楽性にとりわけ優れていたファレルとの日々は実り多いものであった。

### バランシンとの和解、そして高い次元へ

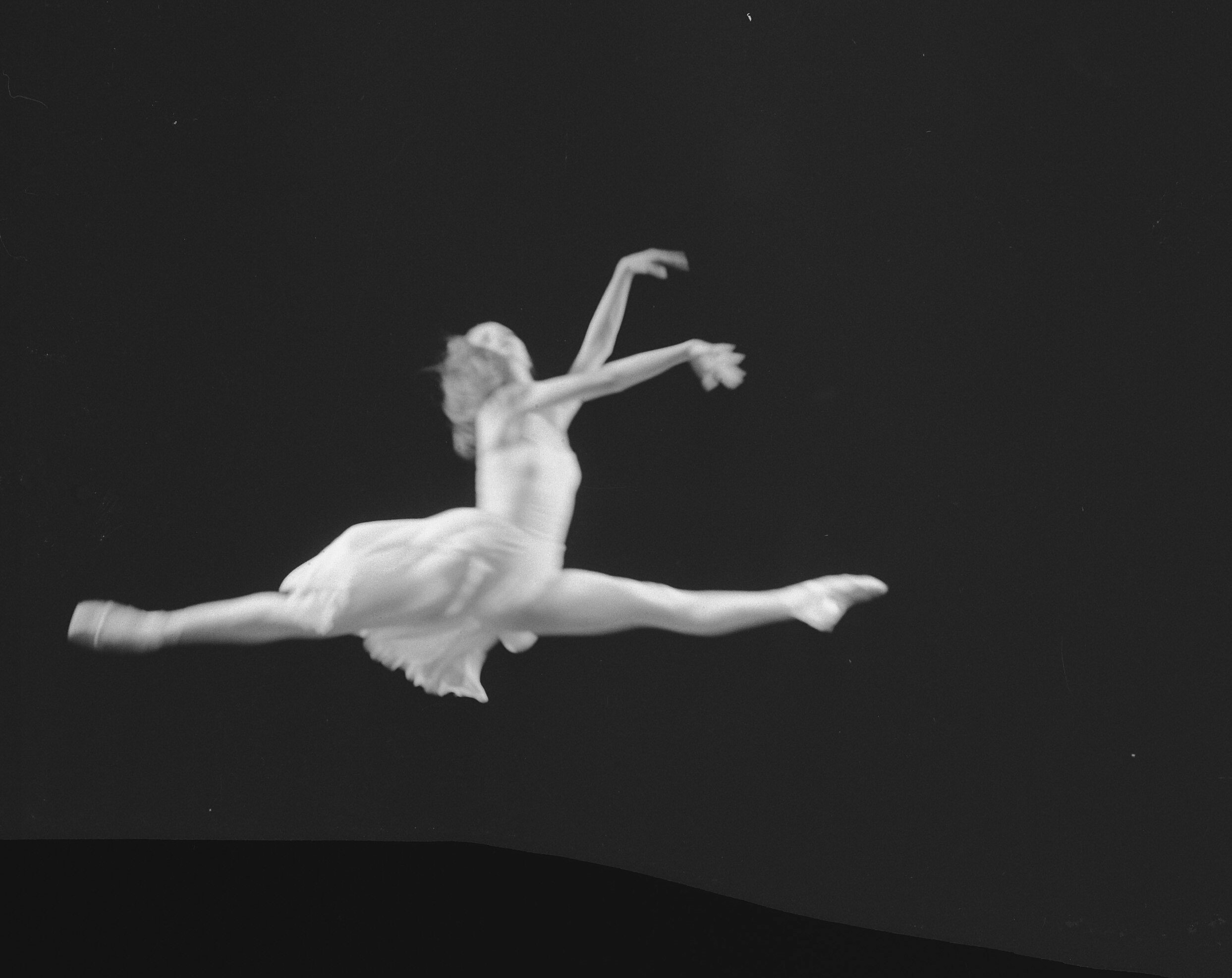
アムステルダム公演でのファレル、1965年。

一方、バランシンは失意のただ中にいた。彼が新作を発表するには、1年近い時間が必要であった。彼は1972年にストラヴィンスキーの没後1年を記念したフェスティバルの演出を担当して好評を博し、立ち直りのきざしを見せた。
バランシンに対してファレルは何度か連絡を試みたが、返事はなかなか来ないままで5年が過ぎた。1974年夏、ファレルはニューヨークでNYCBの公演を鑑賞した。そのときの演目はファレル自身のために振り付けられ、バランシンが彼女の美点を生かすために創意工夫を重ねたものが多くを占めていた。
ファレルが出した結論は「NYCBこそ私のバレエ団」というものであった。逡巡の末に、彼女はバランシンに宛てて、次のような手紙を書き送った。
ブリュッセルにファレルが戻る前に、彼女とバランシンはニューヨーク市内で会った。2人はハグを交わし、会合は和やかに進んだ。ファレルは当時について「『さて、いつから練習を始めようか』という雰囲気だった」と回想している。
ベジャールはファレルのNYCB復帰を「仕方のないことだ」と評して快く送り出した。バランシンはファレルを『シンフォニー・イン・C』に起用した。『シンフォニー・イン・C』は、彼女がNYCBを去った日に踊る予定の作品であった。このとき彼女のパートナーを務めたのは、彼女とほぼ入れ違いで1969年にNYCBに加入したピーター・マーティンスだった。2人の踊りは好評を博し、NYCBのスターカップルとして一時代を築くことになった。
バランシンはファレルに対して、過去の仕打ちを謝罪した。ファレルにとって、それはバランシンの「懺悔」であった。彼は「私は年長の男性だ。君に対してあんな思いを抱くべきではなかった。君には君の自由がある。君には君の結婚生活がある」と述べた。そしてバランシンはメヒアにも心づかいを見せ、シカゴ・シティ・バレエ団（バランシンの元妻、マリア・トールチーフの創設）の副監督の仕事を与えた。ただし、ファレルとメヒアはその後離婚している。
NYCB復帰後のファレルは、以前にも増してレベルアップと自分の可能性を切り開くための挑戦を続けた。それはNYCBの士気にも好影響を与えたが、別の問題が発生した。それは、ファレル不在時にNYCBを支えていた他の女性ダンサーたちの動揺であった。とりわけファレルに似たタイプで、代役を多く踊っていたケイ・マッツオ (en) や、自分の持ち役を奪われたパトリシア・マクブライド (en) の苦悩は大きいものがあった。
それでもファレルとバランシンの関係は修復され、さらに高い次元へと進化した。ファレルはダンサーとしても人間としても大きく成長し、バランシンとの間に緊張感を含んだ永続的で親密な関係が構築された。その関係はバランシンの作品にも好影響を与え、バランシンは彼女のために『ツィガーヌ』（1975年）、『ユニオン・ジャック』（1976年）、『ダヴィッド同盟舞曲集』（1980年）などの新作を振り付けた。以前の作品もファレルによって鮮やかによみがえった。
ファレルとバランシンは、1982年に彼の健康状態が悪化して仕事ができなくなるまで共同での作業を続けた。彼の生涯最後の作品は、ファレルに振り付けたソロ『オーケストラのためのヴァリエーションズ』（イーゴリ・ストラヴィンスキー作曲）であった。

### 現役引退とその後
1983年4月30日、ジョージ・バランシンは死去した。そのときの感情について、彼女は「孤児になった気がする」と語っている。バランシンの遺言により、彼女には『ツィガーヌ』と『ドン・キホーテ』の上演権が託された。
1987年にファレルは腰の手術を受けた。1年後に舞台に復帰し、腰部への負担がかからない作品を踊った。彼女の引退公演は1989年11月29日にニューヨーク・ステート・シアターで行われ、演目は『ウィンナ・ワルツ』 (en) であった。
その後はバランシン・トラストにてバランシン作品の指導者となり、以後はキーロフ・バレエ団（現在のマリインスキー・バレエ）やボリショイ・バレエ団などでバランシン作品の指導にあたり、その力量を高く評価された。1989年2月にキーロフが上演した初のバランシン作品『スコッチ・シンフォニー』は、彼女がレニングラード（現在のサンクトペテルブルク）に赴いて指導したものである。
2000年にワシントンのケネディ・センターのレジデンス・カンパニーとして自身のバレエ団（スザンヌ・ファレル・バレエ団）を結成し、2017年の解散まで芸術監督を務めた。ファレルはこのバレエ団について、三浦雅士との対談（2006年）で次のように述べている。
著書にはトニ・ベントリー (en) との共著、Hold onto the Air（1990年）がある。2003年には、国民芸術勲章を受章した。

## 人物と評価
バランシンとその作品を語る上で、ファレルはもっとも重要な「ミューズ」である。ファレルはスレンダーな長身で手足が長く、白い肌と豊かな金髪、そして可憐な面差しの美人であった。バランシンはそんな彼女を「雪花石膏（アラバスター）のプリンセス」と呼んでいた。
肉体的な条件に加えて音楽性や芸術性、さらに大胆さを備え、バランシンが女性ダンサーに求める条件を高いレベルで満たしていた。ただし足の関節の動きに問題があり、クラシックの舞踊技巧は高度ではないという評価もあった。それでも音楽を体全体で捉えて「長い絹のような」と形容される流麗で豊かなムーヴメントを舞台空間に展開して表現を広げていくことが可能なダンサーであった。
技術的・身体的なリスクを恐れないファレルはバランシンの創作意欲をかきたて、彼の「ミューズ」となった。彼女がバランシンのもとで踊った期間（1961年-1968年、1975年-1983年）は、彼が振付家としてもっとも精力的かつ充実した活動の時期であった。バランシンが彼女のために創作した作品は20作以上に及び、その多くがNYCBの主要レパートリーとなっている。バランシンは彼女のために『眠れる森の美女』と『サロメ』（アルバン・ベルクの『ルル組曲』による）制作を思い描いていた。特に後者は舞台装置の完成までこぎつけていたものの、予算の問題によって棚上げされ、ついでバランシン自身の健康状態の悪化などによって結局は放棄された。
バランシンのもとを離れていた時期にファレルと仕事をしたベジャールも、そのダンサーとしての本質を理解し、彼女を尊重した。彼女に対するベジャールの評価は高く、自著『モーリス・ベジャール自伝』（1982年）で「これまで創り上げた女性の役をすべて踊らせたいと思った。（中略）そして彼女のために、その他沢山の作品を創ろう」と瞬時に魅せられたことを告白している。
バランシンとは方向性が大きく異なるベジャール作品でも、彼女は優れた踊りを見せて高い評価を受けた。ベジャール自身も前掲書において、彼女が踊る『ボレロ』を「彼女の踊りは正確で、そして音楽的であった。（中略）彼女の肉体は，音楽になった（後略）」との賛辞を述べている。ベジャールとバランシン以外ではジェローム・ロビンズとも仕事を共にし、『ピアノ協奏曲ト長調』（1975年）、『イン・メモリー・オヴ』（1985年）を初演している。
鈴木晶は、著書『バレリーナの肖像』（2008年）でバランシンの「ミューズ」たちについて触れた。「バランシンのミューズたちを振り返ってみると、（マリア・）トールチーフまでが旧世代のバレリーナだったことがわかる。（中略）ルクレアとともにバランシンは新しい時代に足を踏み入れ、それがファレルにおいて完成したのである」と結んだ。

## 主な出演（映画等）
ファレルは1967年に制作された映画版『真夏の夜の夢』 (en) でタイターニア役を演じた。1977年の映画『愛と喝采の日々』では、バレエ・ガラの場面でピーター・マーティンスと組んで『チャイコフスキー・パ・ド・ドゥ』を披露した。その他に二十世紀バレエ団在籍時の映像として『ニジンスキー・神の道化』などがある。
1996年には彼女をフィーチャーしたドキュメンタリー映画『Suzanne Farrell: Elusive Muse』 (en) （アン・ベル監督作品）が製作された。この作品は第69回アカデミー賞の長編ドキュメンタリー映画賞の候補となった。